# Mokhukhu
Mokhukhu (nordsotho för hydda) är en rituell dans, utövad inom afrikanska sionistkyrkor.
Dansen har sitt ursprung i de stridigheter rörande ledarskapet inom Zion Christian Church, som uppstod efter grundaren Engenas Lekganyanes död 1948. Anhängare till dennes äldste son Edward Lekganyane brände ner bostäder tillhörande brodern Josephs anhängare, under det att man dansade runt och, på isiZulu, sjöng u yasha umkhukhu (hyddan brinner). 
Dessa episoder har kallats motheo wa Kereke (kyrkans grundläggande) och dansen spelar idag en central roll i  ZCC (Star):s gudstjänstordning. Namnet mokhukhu används även som namn på den grupp inom kyrkan som utför dansen. Dessa män är klädda i khakifärgade kostymer och stora vita skor, kallade  manyanyatha. På bröstfickan bär de kyrkans emblem, en silverstjärna med bokstäverna ZCC på.